# 浅野久美
浅野 久美（あさの くみ）は、日本のジャーナリスト、日本文化チャンネル桜のキャスター。

## 経歴
神奈川県出身。立教大学経済学部経済学科卒業。その後、中国少数民族研究のため、四川省・雲南省に留学。帰国後、海外ドキュメンタリー番組や合作映画コーディネーター、フリーライターなどを務める。

2012年8月19日、地方議員をはじめ有士らと共に尖閣諸島の魚釣島に上陸を敢行した。上陸を行ったメンバーの中で唯一の女性であった。同月31日、「尖閣上陸報告会」に登壇して「履いていたのは男性もののパンツや防水用の大きなブーツ。何の用意もしていなかったけど一緒に飛び込んだ」と語った上で、「『ニッポンなめんなよ』っていう気持ちだった」と語り、挨拶の最後にも「日本なめんなよ」と締めくくった。
2014年の東京都知事選挙では田母神俊雄候補を応援した。『産経新聞』、『日刊ゲンダイ』など各種メディアで葛城奈海（女優）、色希（モデル）、saya（ジャズ歌手）らと共に「田母神ガールズ」の1人として取り上げられる。

## 出演

### テレビ
- 桜プロジェクト（2012年2月14日 - 、日本文化チャンネル桜）

水曜日キャスター

### インターネット放送
- 夜桜亭日記（2015年6月24日 - 、日本文化チャンネル桜）

sayaと共に司会を担当
- さくらじ（2012年10月19日、日本文化チャンネル桜）

ゲスト出演

## 参照
1. ↑  “浅野久美”.  日本文化チャンネル桜. 2018年9月26日閲覧。
2. ↑  “浅野久美　尖閣上陸　草莽崛起の実践” (2012年8月22日). 2014年3月15日閲覧。
3. ↑  “言志　尖閣上陸　特別インタビュー　浅野久美” (2012年9月5日). 2014年3月15日閲覧。
4. ↑  “尖閣上陸の女性キャスター「ニッポンなめんなよ」浅野久美” (2012年8月31日). 2014年3月15日閲覧。
5. ↑  “浅野久美　田母神としお　東京都知事選挙　応援演説　吉祥寺” (2014年1月19日). 2014年3月15日閲覧。
6. ↑  “東京都知事候補　田母神としお　応援演説　浅野久美” (2014年1月29日). 2014年3月15日閲覧。
7. ↑  “浅野久美　田母神としお　都知事選応援演説　渋谷ﾊﾁ公前” (2014年2月7日). 2014年3月15日閲覧。
8. ↑  “田母神俊雄「都知事選」第一声＠新宿アルタ前”.   日仏共同テレビ局フランス10 (2014年1月24日). 2014年3月18日閲覧。
9. ↑  “田母神氏、頼みは石原氏の発信力　無党派層意識し「ガールズ」投入”.   産経新聞 (2014年1月28日). 2014年3月18日閲覧。
10. ↑  “女優、モデル、歌手の美女軍団「田母神ガールズ」の正体”.   日刊ゲンダイ (2014年1月30日). 2014年3月18日閲覧。
11. ↑  “田母神俊雄氏陣営が「ツイッターデモ」の実施を告知”.   夕刊アメーバニュース (2014年1月31日). 2014年3月18日閲覧。
12. ↑  “浅野久美　新キャスター御挨拶” (2012年2月14日). 2014年3月15日閲覧。
13. ↑  “#55 待望の浅野久美、ついに登場！　さくらじ” (2012年10月19日). 2014年3月15日閲覧。